# Idioma lao
El idioma laosiano o lao (ພາສາລາວ phaasaa laao) es la lengua oficial de Laos. Es una lengua tonal de la familia tai de lenguas y está estrechamente relacionado con la lengua isan, hablada en la región de Isan, en el noreste de Tailandia.
El sistema de escritura laosiana es alfasilábico, es decir, los caracteres denotan una sílaba, la vocal de la cual se modifica mediante diacríticos. Está estrechamente emparentado con el alfabeto tailandés.
El laosiano se clasifica habitualmente en cinco dialectos principales, que muestran considerable variación, especialmente en cuanto al uso de la tonalidad:
- Laosiano de Vientián, la variante habitualmente aceptada como estándar
- Laosiano septentrional (Luang Prabang)
- Laosiano nororiental (Xieng Khouang)
- Laosiano central Lao (Khammouan)
- Laosiano meridional (Champasak)

## Tonos
El laosiano de Vientián tiene seis tonos: bajo, medio, alto, ascendente, alto y bajo descendente. Los residentes de Luang Prabang usan cinco tonos: medio descendiente ascendente, bajo ascendente, medio, alto descendente y medio ascendente.

## Escritura
El alfabeto laosiano se basa en la misma escritura que el alfabeto tailandés. Se introdujo en Laos a través de monjes budistas cingaleses y camboyanos durante el reinado del primer rey de Laos. Es más simple y, por lo tanto, más fácil de aprender que sus parientes tailandés, camboyano y birmano.
Está formado por 33 consonantes y 28 vocales que representan respectivamente 21 y 27 fonemas. Se escribe de izquierda a derecha. Las palabras laosianas se escriben fonéticamente usando esta escritura.